# 堀畑杏奈
堀畑 杏奈（ほりはた あんな、1985年11月23日 - ）は、日本の女優。身長167cm。キリンプロに所属していた。
夫は俳優、演出家、声優の野沢那智の息子である野沢聡。
タレントの野沢直子の義理の従妹である。
2015年3月18日に男児(麗央)出産。
特技は英会話、チアリーディング、クラシックバレエ、モダンダンス、声楽、日本舞踊、アクション。

## 出演作品

### 映画
- 第三病棟の鬼（2012年）
- 道しるべ(2015年)介護士めぐみ役

### テレビドラマ
- ブラック・プレジデント（関西テレビ：2014年）[3]

### CM
- 高品ハウジング（2012年）
- SoftBank （2014年）
- KIRINFIRE （2014年）
- 資生堂『マキアージュ』 （2014年）

### 舞台
- 劇団鹿殺し「僕を愛ちて」本多劇場（2010年）
- 渡辺えり主宰劇団3○○ 「ゲゲゲのげ〜逢魔が時に揺れるブランコ〜」 座高円寺 （2011年8月)
- 劇団浪漫狂「サージェント」紀伊国屋ホール （2011年）  主演
- 蜂寅企画 「沈没のしらぬい」（2012年） 主演 豊島区会長賞受賞
- 萬屋錦之介一座 ざ☆よろきん 「吉原火消し衆〜東雲編〜」（2013年）
- MS2 「ダイヤモンドダスト・ドリーム」（2014年）
- 東京パノラマシアター「VOGUE~鏡の国のハサミ」主演  池袋芸術劇場シアターウエスト (2014年7月2日～6日)
- 東京パノラマシアター「MoMo de la Paris〜パリから来た桃太郎」お清役(ダブルキャスト)  渋谷区文化総合センター大和田 伝承ホール　(2024年 11月7日〜11月10日)

### リポーター
- tvk「ちょい寄り」レギュラーリポーター （2010年 - 2011年）

### モデル
- ジャポンエンターテイメント ショーモデル （2010年）
- 深大寺ファッションショー  ショーモデル （2011年）
- 3SSW カタログ   レギュラー  （2011年〜2012年）
- 浦安応援会 サイトレギュラーモデル （2013年 - ）
- 両国レジデンス サイトモデル （2014年）
- ミス湘南 （2014年）
- kimono dresser tokyo 体験モデル　(2024年)